# ریم قیس کبه
ریم قَیس کُبَّه (۱۹۶۷) شاعر و مترجم ادبی عراقی است. در بغداد به دنیا آمد. لیسانس ترجمه از دانشگاه المستنصریه در سال ۱۹۸۹ گرفت. به عنوان مترجم در انتشارات دار المأمون در بغداد و با سازمان‌های بشردوستانه در عراق کار کرد. از سنین پایین شروع به نوشتن کرد. او عضو اتحادیهٔ نویسندگان عراق و انجمن نویسندگان جوان است. شعر و ترجمه‌های خود را ابتدا از سال ۱۹۸۴ در شماری از روزنامه‌ها و مجلات عربی و عراقی منتشر کرد. او را یکی از شاعران نسل دههٔ ۱۹۸۰ در عراق می‌دانند. نخستین مجموعه شعر خود را در سال ۱۹۹۱ با عنوان «مرغان دریایی در حال پرواز» چاپ کرد. در سال ۲۰۰۲، اولین دیوان صوتی در عراق با عنوان «چهچهچه» با صدای خود بیرون داد. او برندهٔ چندین جایزه عراقی و عربی در شعر شده، در بسیاری از جشنواره‌های عربی شرکت کرده و در سازماندهی برخی همایش‌ها و نشست‌های ادبی در جهان عرب و غرب مشارکت داشته است.

## زندگی و پیشه
ریم قیس کبّه در سال ۱۹۶۷ در بغداد به دنیا آمد. ام نزار ملائکه، اولین شاعر زن عراقی دارای دیوان چاپ‌شده و مادر شاعر نازک الملائکه، خالهٔ پدر اوست. در سال ۱۹۸۹ لیسانس مترجمی ادبیات را از دانشگاه المستنصریه گرفت. او در انتشارت دارالمأمون بغداد به عنوان مترجم از سال ۱۹۹۱ کار کرد. به عضویت اتحادیهٔ نویسندگان عراق و انجمن نویسندگان جوان درآمد.اشعار و ترجمه‌های ادبی او در روزنامه‌ها و مجلات عربی و عراقی گوناگون به چاپ رسیده است، مانند: «الثورة»، «الجمهوریة»، «العراق»، «القادسیة»، «بابل»، «ألف باء»، «الرافدین»، «الآداب»، «شعر»، «أخبار الأسبوع»، «الیقظة»، «الیمامة»، «صباح الخیر»، «فنون»، «اسرتی» و «أسفار». در بسیاری از جشنواره‌های شعر محلی مانند جشنواره المربد، جشنواره السیاب و مجمع شاعران دههٔ ۱۹۸۰ شرکت کرد. او در حرفهٔ شعری خود برندهٔ جوایزی شده است، از جمله: جایزهٔ شعر انجمن خبرنگاران جوان، بغداد، ۱۹۹۴؛ جایزهٔ طلایی اول در خلاقیت شاعرانه، مجمع فرهنگی زنان در بغداد، ۱۹۹۷؛ مقام اول در جایزهٔ باشگاه‌های دختران شارجه، ۱۹۹۸؛ جایزه الصدی، دبی، ۲۰۰۴. در سال ۲۰۰۲، کبه، اولین دیوان صوتی در عراق با عنوان «چهچهچه» (به عربی: زقزقات) با صدای خود بیرون داد. به «شاعرهٔ فیروزه» لقب گرفته است. او هر بار آماده می‌شد تا عراق آشفته را ترک کند تا اینکه سرانجام در پایان سال ۲۰۰۵ به دمشق و از آنجا به قاهره مهاجرت کرد. به مدت پنج سال در آنجا زندگی کرد سپس در اواسط سال ۲۰۱۱ برای زندگی در لندن به بریتانیا نقل مکان کرد. او یک ستون ادبی هفتگی در روزنامهٔ «العرب» چاپ لندن دارد. پس از اعلام پایان جنگ عراق توسط آمریکا، او تصریح کرد: «اعلام پایان وضعیت جنگ به خودی خود خبر خوبی است و من را خوش‌بین می‌کند همان‌طور که به سقوط رژیم خوش بین بودیم، اما وقتی آمریکایی‌ها را در عراق دیدیم ناامیدی به سرعت به وجود آمد.

## آثار
از جمله مجموعه‌های شعر وی:
- نوارس تقترف التحليق: کتابخانهٔ ملی، بغداد، ۱۹۹۱.
- احتفاء بالوقت الضائع: اداره کل امور فرهنگی، بغداد، ۱۹۹۹.
- أغمض أجنحتي وأسترق الكتابة: الدار المصریة اللبنانیة، بیروت، ۱۹۹۹.
- متى ستصدق أني فراشة: ‏المؤسسة العربیة للدراسات و النشر، ‏ بیروت، ۲۰۰۲.
- بيتنا: به دو زبان عربی و انگلیسی، دار مرکز المحروسة للنشر، قاهره، ۲۰۰۹.
- البحر يقرأ طالعي: به دو زبان عربی و انگلیسی، شامل شعر همراه با نقاشی‌های بان کبه (خواهرش)، دار مرکز المحروسة للنشر، قاهره، ۲۰۰۹.
- مساء الفيروز: دار الحکمه، لندن، ۲۰۲۰.

ترجمه‌ها:
- أن تقرأ لوليتا في طهران: سيرة في كتاب: آذر نفیسی، دار الجمل، بیروت، ۲۰۰۹.
- لوغالباندا.. الفتى الذي اختطفته الحرب: کیتی هندرسون، دار الجمل، بیروت، ۲۰۱۸.

دیگر:
- قهوة بالمشاعر: كلمات وحكايا: دار الحکمه، لندن، ۲۰۲۱.